# Neobisium gaditanum
Espèce
Neobisium gaditanum est une espèce de pseudoscorpions de la famille des Neobisiidae.

## Distribution
Cette espèce est endémique d'Andalousie en Espagne. Elle se rencontre à Villaluenga del Rosario dans la grotte Sima del Cacao.

## Description
La femelle holotype mesure 3,0 mm.

## Publication originale
- Mahnert, 1977 : Spanische Höhlenpseudoskorpione. Miscelanea Zoologica, vol. 4, no 1, p. 61-104 (texte intégral).